# Canoagem nos Jogos Olímpicos de Verão de 1956
A canoagem nos Jogos Olímpicos de Verão de 1956 foi realizada em Melbourne, na Austrália, com nove eventos disputados.

## Eventos da canoagem
Masculino:
 C-1 1000 metros | C-1 10000 metros | C-2 1000 metros | C-2 10000 metros | K-1 1000 metros | K-1 10000 metros | K-2 1000 metros | K-2 10000 metros

Feminino:
 K-1 500 metros

## Masculino

### C-1 1000 metros masculino
| Pos. | País                  | Atletas          | Tempo  |
| ---- | --------------------- | ---------------- | ------ |
|      | Romênia (ROM)         | Leon Rotman      | 5:05.3 |
|      | Hungria (HUN)         | István Hernek    | 5:06.2 |
|      | União Soviética (URS) | Gennady Bukharin | 5:12.7 |

### C-1 10000 metros masculino
| Pos. | País                  | Atletas          | Tempo   |
| ---- | --------------------- | ---------------- | ------- |
|      | Romênia (ROM)         | Leon Rotman      | 56:41.0 |
|      | Hungria (HUN)         | János Parti      | 57:11.0 |
|      | União Soviética (URS) | Gennady Bukharin | 57:14.5 |

### C-2 1000 metros masculino
| Pos. | País                  | Atletas                         | Tempo  |
| ---- | --------------------- | ------------------------------- | ------ |
|      | Romênia (ROM)         | Alexe Dumitru Simion Ismailciuc | 4:47.4 |
|      | União Soviética (URS) | Pavel Kharin Gratsian Botev     | 4:48.6 |
|      | Hungria (HUN)         | Károly Wieland Ferenc Mohácsi   | 4:54.3 |

### C-2 10000 metros masculino
| Pos. | País                  | Atletas                        | Tempo   |
| ---- | --------------------- | ------------------------------ | ------- |
|      | União Soviética (URS) | Pavel Kharin Gratsian Botev    | 54:02.4 |
|      | França (FRA)          | Georges Dransart Marcel Renaud | 54:48.3 |
|      | Hungria (HUN)         | Imre Farkas József Hunics      | 55:15.6 |

### K-1 1000 metros masculino
| Pos. | País                  | Atletas          | Tempo  |
| ---- | --------------------- | ---------------- | ------ |
|      | Suécia (SWE)          | Gert Fredriksson | 4:12.8 |
|      | União Soviética (URS) | Igor Pissarev    | 4:15.3 |
|      | Hungria (HUN)         | Lájos Kiss       | 4:16.2 |

### K-1 10000 metros masculino
| Pos. | País                     | Atletas          | Tempo   |
| ---- | ------------------------ | ---------------- | ------- |
|      | Suécia (SWE)             | Gert Fredriksson | 47:43.4 |
|      | Hungria (HUN)            | Ferenc Hatlaczky | 47:53.3 |
|      | Equipe Alemã Unida (EUA) | Michael Scheuer  | 48:00.3 |

### K-2 1000 metros masculino
| Pos. | País                     | Atletas                              | Tempo  |
| ---- | ------------------------ | ------------------------------------ | ------ |
|      | Equipe Alemã Unida (EUA) | Michael Scheuer Meinrad Miltenberger | 3:49.6 |
|      | União Soviética (URS)    | Mikhail Kaaleste Anatoli Demitkov    | 3:51.4 |
|      | Áustria (AUT)            | Maximilian Raub Herbert Wiedermann   | 3:55.8 |

### K-2 10000 metros masculino
| Pos. | País                     | Atletas                    | Tempo   |
| ---- | ------------------------ | -------------------------- | ------- |
|      | Hungria (HUN)            | János Urányi László Fábián | 43:37.0 |
|      | Equipe Alemã Unida (EUA) | Fritz Briel Theodor Kleine | 43:40.6 |
|      | Austrália (AUS)          | Dennis Green Walter Brown  | 43:43.2 |

## Feminino

### K-1 500 metros feminino
| Pos. | País                     | Atletas              | Tempo  |
| ---- | ------------------------ | -------------------- | ------ |
|      | União Soviética (URS)    | Elizaveta Dementyeva | 2:18.9 |
|      | Equipe Alemã Unida (EUA) | Therese Zenz         | 2:19.6 |
|      | Dinamarca (DEN)          | Tove Søby            | 2:22.3 |

## Quadro de medalhas da canoagem
| Ordem | País                   | Medalha de ouro | Medalha de prata | Medalha de bronze | Total |
| ----- | ---------------------- | --------------- | ---------------- | ----------------- | ----- |
| 1     | ROM Romênia            | 3               | 0                | 0                 | 3     |
| 2     | URS União Soviética    | 2               | 3                | 2                 | 7     |
| 3     | SWE Suécia             | 2               | 0                | 0                 | 2     |
| 4     | HUN Hungria            | 1               | 3                | 3                 | 7     |
| 5     | EUA Equipe Alemã Unida | 1               | 2                | 1                 | 4     |
| 6     | FRA França             | 0               | 1                | 0                 | 1     |
| 7     | AUS Austrália          | 0               | 0                | 1                 | 1     |
| 7     | AUT Áustria            | 0               | 0                | 1                 | 1     |
| 7     | DEN Dinamarca          | 0               | 0                | 1                 | 1     |